# Festuca agustini
Festuca agustini är en gräsart som beskrevs av Karl Hermann Leonhard Lindinger. Festuca agustini ingår i släktet svinglar, och familjen gräs.
Artens utbredningsområde är Kanarieöarna. Inga underarter finns listade i Catalogue of Life.